# Nieuw-Mathenesse
Nieuw-Mathenesse is een polder en bedrijventerrein op de grens van Rotterdam en Schiedam. Het Rotterdamse deel is onderdeel van het stadsdeel Delfshaven. Het Schiedamse deel is een buurt van de Schiedamse wijk Schiedam-Oost.

## Beschrijving
Nieuw-Mathenesse is een buitendijks gebied. Nieuw-Mathenesse wordt in het oosten begrensd door de wijk Schiemond, in het noorden door de spoorwegemplacementen bij de Vierhavensstraat en de Schiedamseweg / Rotterdamsedijk, in het westen door de Buitenhaven en de Voorhaven in Schiedam en in het zuiden door de Nieuwe Maas. De gemeentegrens tussen Rotterdam en Schiedam loopt over de Van Deventerstraat, een deel van de Nieuw-Mathenesserstraat, de Van Berckenrodestraat en een deel van de Gustoweg in het westen van het gebied.

## Geschiedenis
Aan de Schiedamse kant van Nieuw-Mathenesse was de Gusto-werf van 1905 tot 1978 gevestigd. De rest van het gebied rond de Nieuw Mathenesserstraat is in de jaren vijftig tot ontwikkeling gebracht.
De eerste Rotterdamse haven die in Nieuw-Mathenesse werd gegraven was de Keilehaven, gegraven in 1910, gevolgd door de Koushaven in 1911 en de Lekhaven en de IJselhaven, gegraven in 1912. Aan deze vier havens dankt de Vierhavensstraat, de belangrijkste ontsluitingsweg van het gebied, zijn naam. Aan deze havens waren industriële bedrijven en stukgoed-overslag bedrijven gevestigd.
Vanaf 1923 werd in het westen van Nieuw-Mathenesse de Merwehaven aangelegd. De Merwehaven is tegenwoordig van belang voor de overslag van fruit.
Bij het Marconiplein staat het Europoint-complex: het Overbeekhuis uit 1965 en drie kantoortorens van 90 meter hoog uit de periode 1971-1975. In het Europointcomplex was onder meer Gemeentewerken Rotterdam gevestigd.
Door de relatief hoge leeftijd vertoont Nieuw-Mathenesse een aantal verouderingskenmerken, zoals verouderde en leegstaande bedrijfsgebouwen, onvoldoende representativiteit, bodemverontreiniging en net zoals in de rest van de deelgemeente Delfshaven een zeer hoge criminaliteit. Een belangrijke bron van criminaliteit, de tippelzone aan de Keileweg is in 2005 gesloten.
Voor de herstructurering van Nieuw-Mathenesse is een visie opgesteld. In samenwerking met de bedrijvenvereniging BOR, afdeling Nieuw-Mathenesse, de gemeenten Schiedam en Rotterdam, de provincie Zuid-Holland, de Kamer van Koophandel Rotterdam en het adviesbureau Buck Consultants International heeft deze visie vertaald in een herstructureringsprogramma. Het herstructureringsprogramma beschrijft het ideaalbeeld van het bedrijventerrein.
Dat alle partijen achter het herstructureringsprogramma staan en hier daadwerkelijk mee aan de slag willen, is bekrachtigd door het ondertekenen van een samenwerkingsovereenkomst.

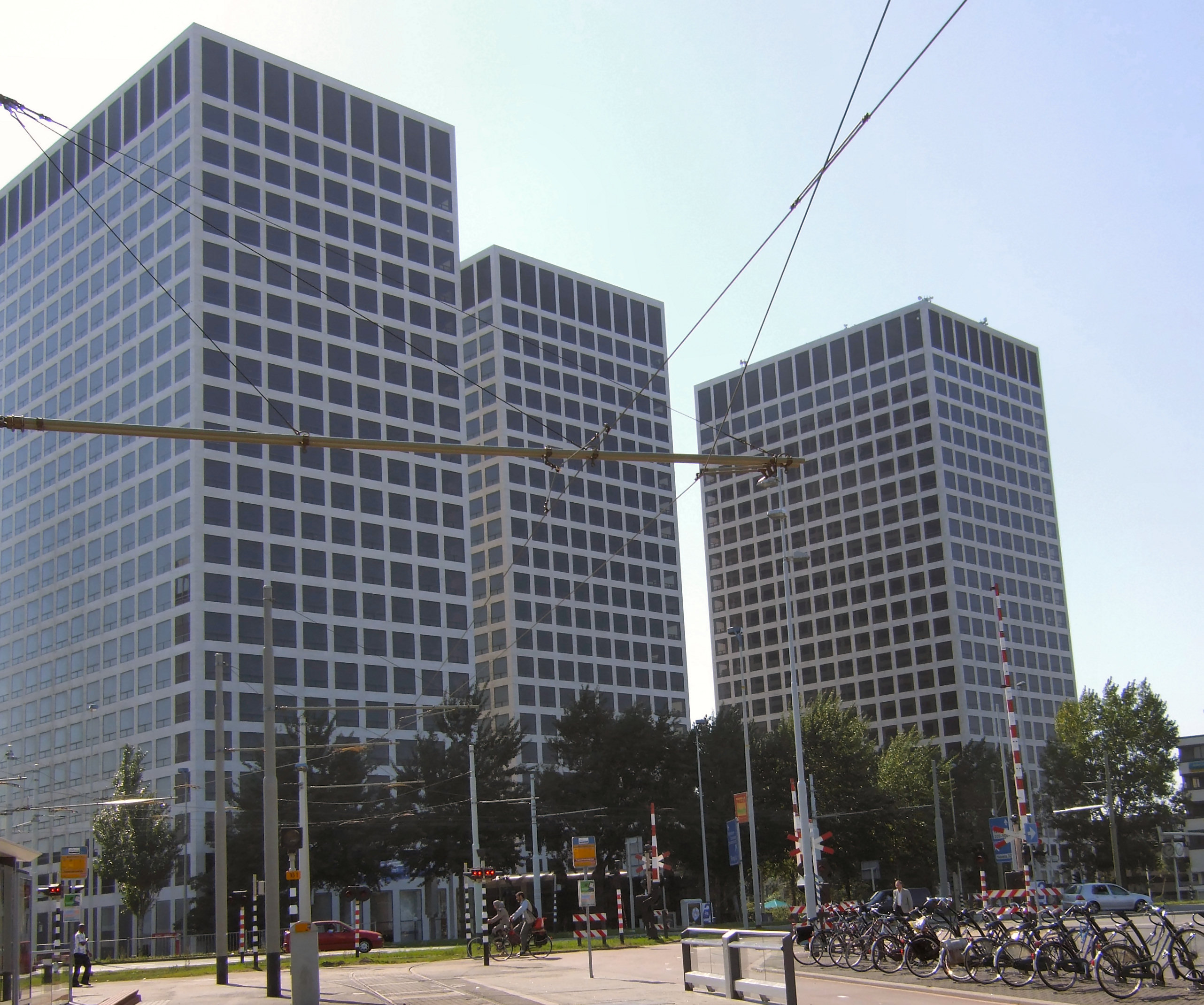
Het Europoint-complex in het Rotterdamse deel van Nieuw-Mathenesse
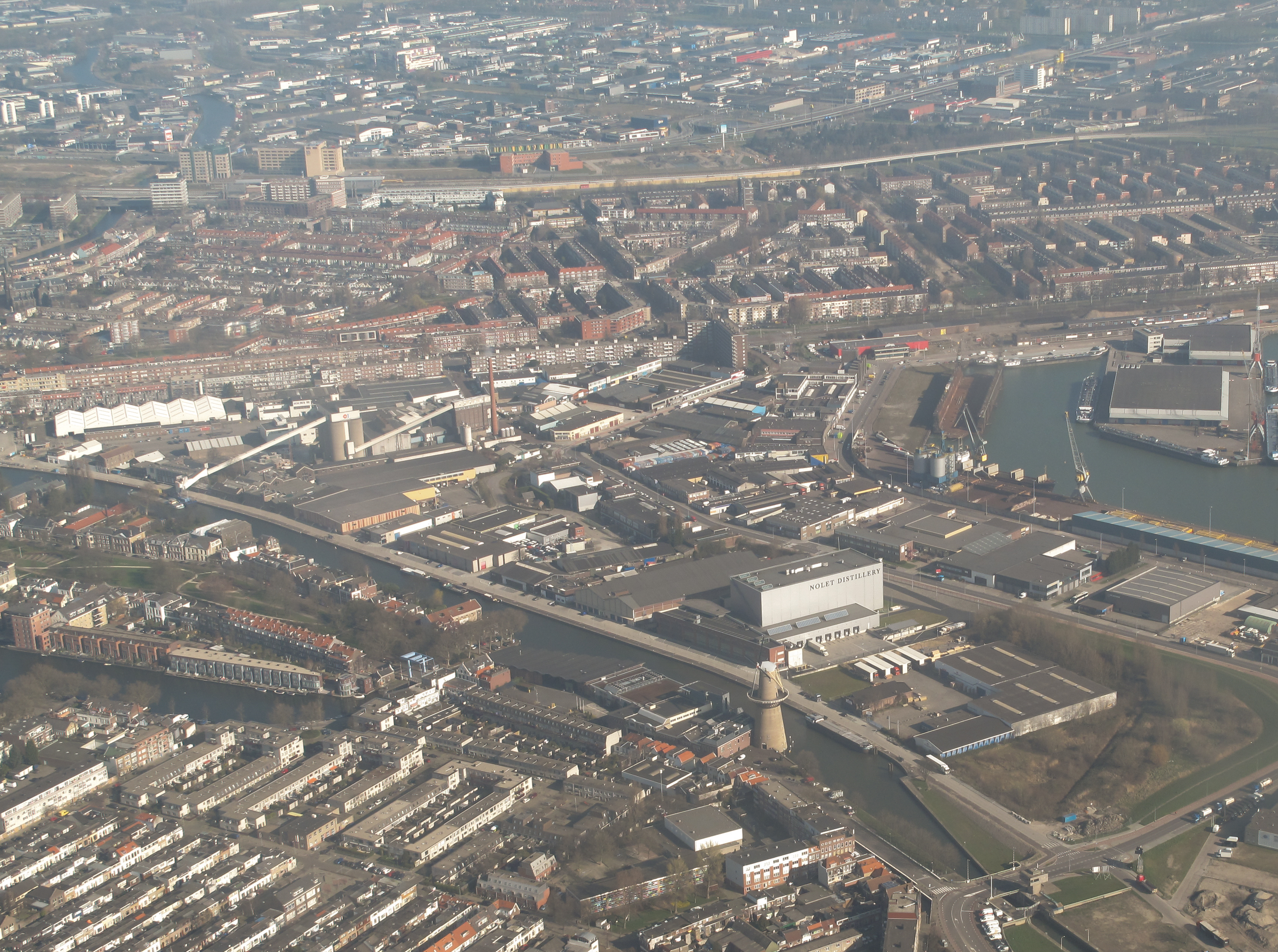
Het Schiedamse deel van de wijk